# П'єр Журегай
П'єр Жулегай (фр. Pierre Jauréguy; 28 травня 1891, Остабат-Асм — 26 липня 1931, ?) — французький регбіст, зазвичай грав на позиції крила, чемпіон Франції 1912 року.
П'єр за освітою був ветеринаром, а також служив майором піхоти.
Мав брата, Адольфа Журегай — який, так як і він був французьким регбістом та олімпійцем.

## Спортивна кар'єра
Під час тривання своєї спортивної кар'єри репрезентував клуб Тулуза, з яким і здобув титул чемпіона Франції в 1912 році. Найбільше любив грати на позиції крило, проте деколи з'являвся також в центрі.
В загальному взяв участь в чотирьох матчах разом зі збірною Франції — три з яких були розіграні під час Турніру п'яти націй у 1913 році, а ще один матч — тестовий матч було зіграно проти Збірної Південної Африки. 